# Кристоф I Шенк фон Лимпург
Кристоф I Шенк фон Лимпург (на немски: Christoph I Schenk von Limpurg; † 30 ноември 1515) е наследствен имперски шенк на Лимпург, господар на Гайлдорф в Баден-Вюртемберг.

## Произход
Той е син на Албрехт II (III) Шенк фон Лимпург († 1506) и съругата му Елизабет фон Йотинген (1449 – 1509), дъщеря на граф Вилхелм I фон Йотинген († 1467) и Беатриче дела Скала († 1466). Внук е на Конрад IV Шенк фон Лимпург († 1482) и Клара фон Монфорт-Тетнанг († 1440). Брат е на Хиронимус († 1517), Мелхиор († 1510), Йохан III († 1503), Вилхелм II († сл. 1528), Георг III († 1528), Албрехт († 1515), Катарина († сл. 1500), Отилия († сл. 1526) и Анна († сл. 1522).
Кристоф I Шенк фон Лимпург умира на 30 ноември 1515 г. и е погребан в Гайлдорф.

## Фамилия
Кристоф I Шенк фон Лимпург-Гайлдорф се жени на 1 юли 1483 г. за графиня Агнес фон Верденберг-Зарганс († 1541), дъщеря на граф Георг III фон Верденберг-Зарганс († 1500) и маркграфиня Катарина фон Баден († 1484). Те имат 12 деца:
- Кристоф II (* пр. 1497 – ?)
- Анна († сл. 1522)
- Албрехт († 25 август 1539)
- Елизабет (* пр. 1497; † сл. 1517)
- Доротея (* пр. 1497; † сл. 1516)
- Еразмус II Шенк фон Лимпург-Гайлдорф (* 7 август 1507; † 27 ноември 1568), епископ на Страсбург (1541 – 1568)
- Йохан III (* 7 август 1507; † 25 януари 1544)
- Вилхелм III Шенк фон Лимпург (I) (* 12 април 1498; † 9 март 1552), имперски шенк на Лимпург, господар на Гайлдорф-Шмиделфелд, женен на 28 август 1530 г. в Аугсбург за Анна дела Скала/фон дер Лайтер († 1560)
- Катарина (* 1499; † 19 май 1548)
- Барбара (* ок. 1500; † 29 април 1561), омъжена на 25 февруари 1528 г. за граф Георг II фон Вертхайм (* 8 февруари 1487; † 9 април 1530)
- Хелена († сл. 1518)
- Вероника († сл. 1518)